# Xanthorhoe obsolescens
Xanthorhoe obsolescens là một loài bướm đêm trong họ Geometridae.